# Boršov (Kyjov)
Boršov (německy Borschau), dříve samostatná obec, od roku 1960 součást města Kyjova v okrese Hodonín v Jihomoravském kraji. Obcí protéká řeka Kyjovka. Od roku 2005 tudy prochází naučná stezka Kyjov – Bohuslavice.

## Historie
Obec Boršov existovala před rokem 1355, kdy se podle obce psal Benedikt z Boršova. V roce 1384 získal Boršov markrabě Jošt, který ji hned věnoval brněnským augustiniánům za mlýn na Svratce u Brna. Těm již patřil i sousední Kyjov.
V roce 1855 zde byla postavena škola, v roce 1949 nová škola. 1885 hřbitov. 1901 založen Sbor dobrovolných hasičů. 1954 zřízena škola pro nedoslýchavé. V letech 1959–1960 zde byl vybudován závod Kyjovan.
4. ledna 1988 na severním okraji obce vyhořel sklad chemikálií ZZN a požár je považován ze jednu z nejhorších ekologických katastrof v Československu. Ošetření muselo vyhledat přes 600 lidí.
Na konci roku 2018 bylo zahájeno kompletní odstranění staré ekologické zátěže uloženého odpadu. Začátkem roku 2019 byla celá akce dokončena a dotčené území bylo rekultivováno do původního stavu.

## Vývoj počtu obyvatel
| Rok      | 1670 | 1793 | 1843 | 1872 | 1900 | 1930 | 2001 |
| Obyvatel | 184  | 464  | 668  | 592  | 710  | 847  | 714  |

## Pamětihodnosti
- Pomník padlým v první a druhé světové válce uprostřed obce.
- Socha sv. Jana Nepomuckého z roku 1732. V roce 1865 obnovena po poškození povodněmi. Ještě po druhé světové válce se zde lidé scházeli k májovým pobožnostem.
- Do roku 1920 stávala v Boršově zvonice se dvěma zvony, které byly ulity v letech 1694 a 1895. V roce 1917 zabaveny pro válečné potřeby. V roce 1920 byla zvonice zbourána.

## Osobnosti
- Ivan Javor (1915–1944), básník, dramatik a odbojář
- Josef Polášek (1899–1946), architekt, místní rodák
- Vladimír Josef Soukup (1917-1998), stíhací pilot v RAF[4][5]
- Josef Ruprecht (1918–1984), stíhací pilot v RAF[6][7]